# Lotte Jansen
Lotte Jansen (Vriezenveen, 2 juni 2001) is een Nederlands voetbalspeelster. Ze speelt als verdediger voor De Graafschap in de Vrouwen Eerste divisie.

## Clubcarrière
In 2018 kwam Lotte Jansen van CTO Zuid over naar FC Twente. Daarvoor maakte ze al eerder onderdeel uit van de jeugdopleiding van de Tukkers, maar door financiële problemen werd het team opgeheven. In 2020 verlengde zij haar contract voor twee seizoenen.
Jansen maakte haar debuut voor FC Twente in de Eredivisie Cup in oktober 2019, tegen PSV. Met FC Twente won ze de Eredivisie Cup 2019/20.
In 2021 stapte Jansen over naar het Belgische Standard Luik. Deze club verliet ze na één jaar voor competitiegenoot SV Zulte Waregem. Jansen speelde vier seizoenen in de Super League.
Op 19 juni 2024 werd bekend dat het nieuw opgerichte De Graafschap Jansen had gestrikt als nieuwe aanwinst. Jansen werd gehaald door de Superboerinnen als ervaren aanwinst voor de jonge selectie.

## Statistieken
| Seizoen | Club             | Land      | Competitie             | Wedstrijden | Doelpunten |
| ------- | ---------------- | --------- | ---------------------- | ----------- | ---------- |
| 2018/19 | FC Twente        | Nederland | Eredivisie             | 0           | 0          |
| 2019/20 | FC Twente        | Nederland | Eredivisie             | 0           | 0          |
| 2020/21 | FC Twente        | Nederland | Eredivisie             | 1           | 0          |
| 2020/21 | Standard Luik    | België    | Super League           |             |            |
| 2021/22 | SV Zulte Waregem | België    | Super League           |             |            |
| 2022/23 | SV Zulte Waregem | België    | Super League           |             |            |
| 2023/24 | SV Zulte Waregem | België    | Super League           |             |            |
| 2024/25 | De Graafschap    | Nederland | Vrouwen Eerste divisie |             |            |
| Totaal  | Totaal           | Totaal    | Totaal                 | –           | –          |

Laatste update: 20 juni 2024

## Interlandcarrière
Jansen speelde voor Oranje O15, O17 en O19. 
1 Kers ·
2 Mulder ·
3 Kleine ·
4 Jansen ·
5 Hakkers ·
6 Van Engen ·
7 Visser ·
8 Hubert ·
9 Roddenhof ·
10 Masseling ·
11 Zeijseink ·
12 Wagenmans ·
14 Joseph ·
15 Bolder ·
16 L. Alkema ·
17 Tijink ·
18 Klees ·
19 Geltink ·
20 Reijenga ·
21 Verheij ·
22 Joosten ·
23 Hubers ·
24 Reisner ·
25 Rothman ·
27 T. Alkema ·
31 Snippe ·
Coach: Kleinhesselink